# Гусейнли, Хагани Мурвет оглы
Хагани Мурвет оглы Гусейнли (Гусейнов) (11 августа 1955, Агдам — 18 июня 2015, Днепропетровская область) — азербайджанский и украинский общественный и политический деятель.

## Биография
Родился в городе Агдам (Азербайджан). В 1980 году окончил Киевский институт инженеров гражданской авиации. Проходил военную службу на Украине в Ракетных войсках СССР. С 1982 по 1984 год обучался в Военной академии по квалификации «Руководитель группы по обслуживанию ядерных боеголовок».
В конце 1980-х годов участвовал в народном движении в Азербайджанской ССР. Был одним из членов штаба обороны Народного Фронта Азербайджана (НФА).
С июля 1992 года по июль 1993 года являлся главой Исполнительной власти Низаминского района города Баку.
В апреле 1996 года был назначен заместителем генерального директора творчество-производственного объединения «Азертеатр» по коммерческим вопросам. В феврале 1997 года покинул эту должность.
После падения власти НФА был одним из основателей Движения освобождения Карабаха.
Являлся одним из руководителей Народного Фронта (член президиума меджлиса 1996—2005). С 1997 по 2004 год руководил Центром стратегических исследований в Баку. С 2004 года — вице-президент азербайджанской организации северо-атлантического сотрудничества.
В 2003 году был одним из основателей политического бока «Наш Азербайджан». Впоследствии переехал на Украину и занялся общественной деятельностью. Принимал активное участие в организации азербайджанской диаспоры. В 2008 году организовал работу печатного издания диаспоры «Голос Азербайджана», привлекая к его работе опытных журналистов. Газета, главным редактором которой он был, выходила на украинском, азербайджанском и русском языках. С 2011 года становится главой исполнительного совета Конгресса азербайджанцев Украины. С 2012 года — член президиума и директор департамента национальностей и национальных меньшинств Всеукраинского союза работников-мигрантов на Украине и за её пределами. С 30 октября 2012 года являлся заместителем главы этой организации.
Накануне «оранжевой революции» был советником главы гражданской организации «ПОРА» Владислава Каськива. В период избирательной кампании выборов президента Украины 2004 года являлся главой избирательного штаба «Наша Украина» в Крыму. После победы Виктора Ющенко стал внештатным консультантом президента Украины.
С 2007 по 2010 год являлся советником посла Азербайджана в Украине по политическим вопросам.
В период Евромайдана оказывал всестороннюю поддержку демонстрантам и азербайджанцам, участвовавшим в ней. С началом боевых действий на востоке Украины оказывал организационную поддержку добровольцам из Азербайджана, воевавшим на стороне Украины. В августе 2014 года Гусейнли обращается к президенту Петру Порошенко с просьбой допустить создание интернационального батальона для защиты территориальной целостности Украины в составе вооруженных сил страны.
Умер 18 июня 2015 года в родном доме в Днепропетровской области в результате обширного инфаркта.
Является автором книги «Военно-политический анализ Карабахского конфликта» (1999 г.) и более 60 публикаций.